# سیارک ۳۵۲۸۶
سیارک ۳۵۲۸۶ (به انگلیسی: 35286 Takaoakihiro، نامگذاری:1996TP9) سی و پنج هزار و دویست و هشتاد و ششمین سیارک کشف شده‌است که در ۱۴ اکتبر ۱۹۹۶ کشف شد.